# 亞歷山大馬賽克
亞歷山大馬賽克（Alexander Mosaic），約在前100年間完成，是最出名的地板鑲嵌畫。它於龐貝城農牧神之家（House of the Faun）發現，展現馬其頓帝國的亞歷山大大帝和波斯帝國的大流士三世作戰場景。其尺寸為5.82 x 3.13公尺。

## 主題

### 戰鬥
亞歷山大馬賽克描繪出亞歷山大在戰鬥的高潮追擊大流士的情景，這幅畫的背景可能是前330年的伊蘇斯戰役或前331年的高加米拉戰役，傳統認知上以伊蘇斯戰役最有可能。
這幅鑲嵌畫被認為是複製亞歷山大同時期的阿佩萊斯（Apelles）的畫作，或是前四世紀某一幅菲洛克斯諾斯（Philoxenos of Eretria）失落的濕壁畫，而老普林尼曾提到菲洛克斯諾斯被馬其頓國王卡山德委託畫一幅主題類似的作品。

### 亞歷山大和大流士

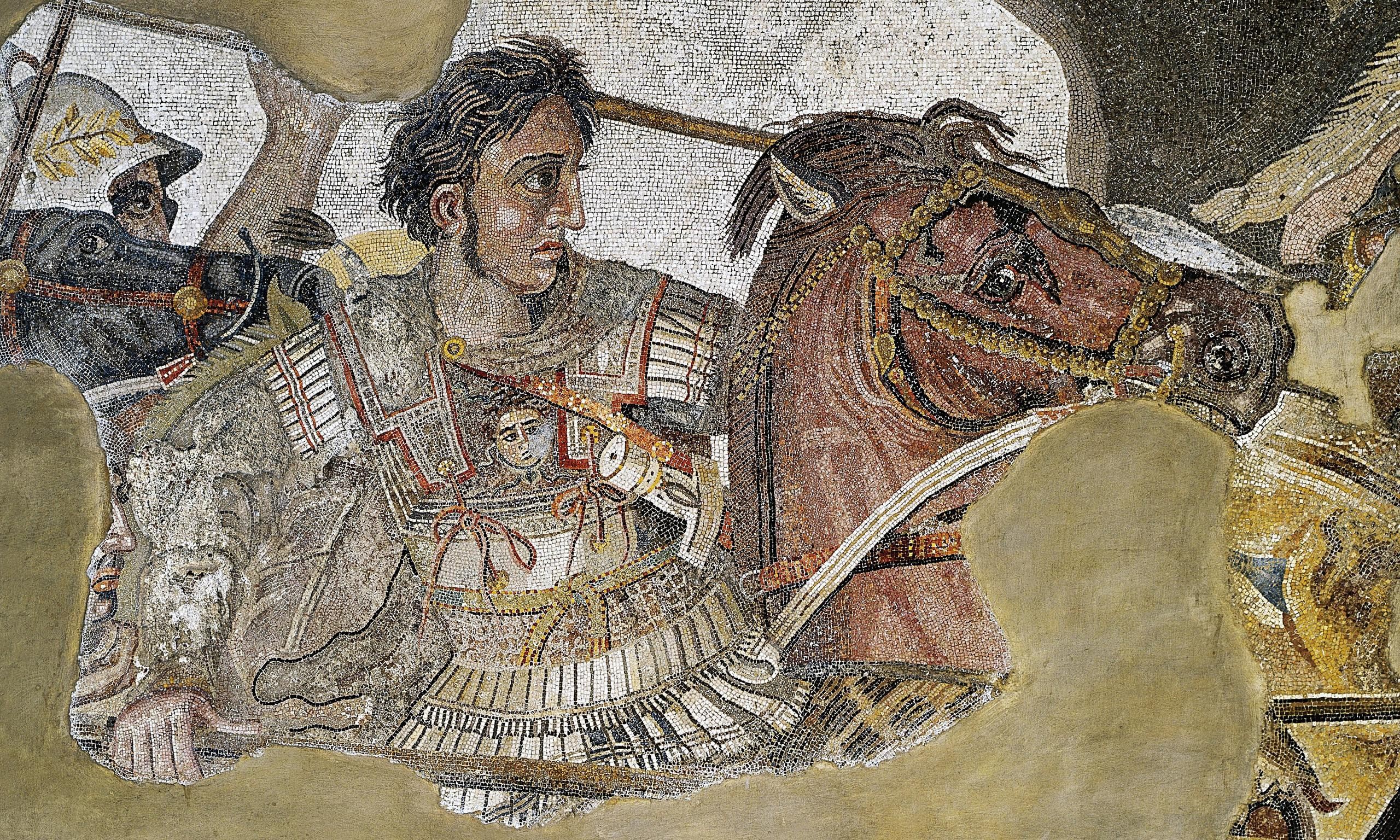
亞歷山大的細部

儘管部分遭到毀壞，作品中的兩個主角肖像仍可以輕易辨識。 
- 亞歷山大的肖像中以這幅最廣為人知。亞歷山大身著的胸甲上描繪蛇髮女妖梅杜莎，而他那典型波浪狀的髮型也如同四世紀以來希臘藝術作品對亞歷山大的描繪。亞歷山大可能騎在他的愛馬布西發拉斯背上，從左側直入戰場，眼中專注於他的目標大流士。亞歷山大的右手握著一件長柄物，可能是一支長槍，直指歐亞克斯提斯（畫面中央偏左，落馬的波斯戰士），但因壁畫毀損無法看出全貌。
- 畫中大流士在一輛戰車上面，他似乎在拼命指揮他的戰車向右方逃離戰場。大流士伸直他的右手，可能是向亞歷山大打個手勢、指揮士兵掩護；或是可能剛投掉一支標槍；他憂慮的心情呈現於臉上，而戰車駕駛抽打馬匹企圖駛離戰場。[3]

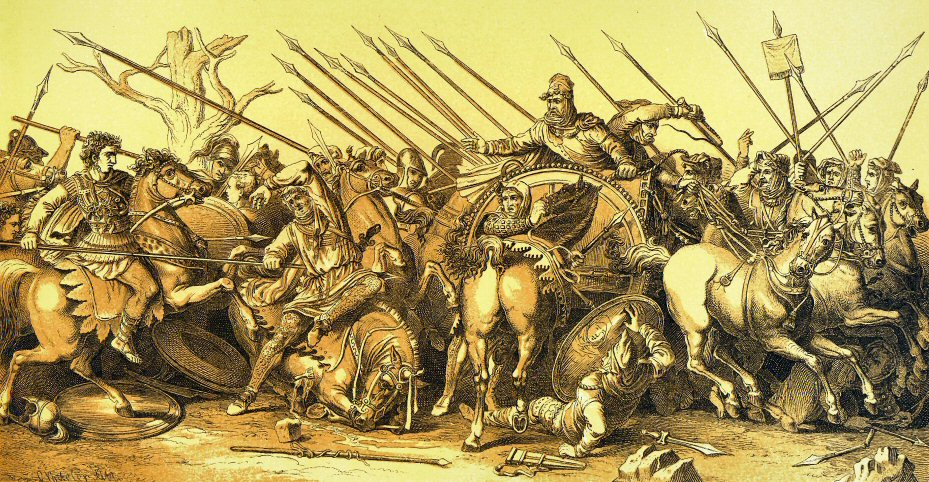
重建亞歷山大馬賽克的作品.

### 其他特徵
大流士的兄弟歐克西亞提斯在作品中也被描繪出來，他在大流士前拼命保護國王。而作品中大流士身後的士兵展現他們在戰場上無懼的堅定意志，也表現他們對大流士準備逃亡的驚愕。
亞歷山大馬賽克中使用不同凡響的前縮透視法，用在描繪畫面中央那匹背對的馬匹。另外繪中龐大的人數與開闊場面使用明暗法來使整體更為自然，加上一再使用不同方向的長矛、兵器的碰撞和蜂擁的人群和戰馬營造出戰場上的各種喧鬧。同時作品中也透過戲劇性細節來吸引人的目光，像是一匹戰死的馬匹在流血，以及一個坐倒地上的波斯士兵透過盾牌的反射面看到自己的死亡。

## 鑲嵌畫歷史

### 製造
亞歷山大馬賽克大概用一百萬或五十萬的微小有色鑲嵌磚（tesserae）鋪成，以蠕蟲狀工藝（opus vermiculatum）鋪成蜿蜒曲紋。鑲嵌畫經常在私人住宅中被用來裝飾，義大利考古學家Fausto Levi認為亞歷山大馬賽克可能被某位有錢人委託製造，而也有些論點認為亞歷山大馬賽克起初原被製作於希臘世界，但被羅馬人掠奪過來。

### 發現和保存
亞歷山大馬賽克所在的龐貝城於79年被維蘇威火山爆發時的火山灰覆蓋。龐貝被掩蓋在六米多深的火山灰下，它的名字和位置幾乎被人遺忘了，直到1748年龐貝才被重新發現。而亞歷山大馬賽克於1831年的十月24日被發掘出來，並於1843年的夏天移到那不勒斯保存。亞歷山大馬賽克最初是以地板鑲嵌畫被人發現，但今日那不勒斯国家考古博物馆把它安置在牆上展出。
在2003年，義大利有關當局決定複製整個鑲嵌畫作品，並邀請鑲嵌畫大師Severo Bignami與他的小組進行龐大繁雜的精緻作業，歷時22個月的時間，花費216,000美元，完成這件複製品。在2005年，這個複製品放置在亞歷山大馬賽克所發現的龐貝城農牧神之家。